# ۱۹۳۲

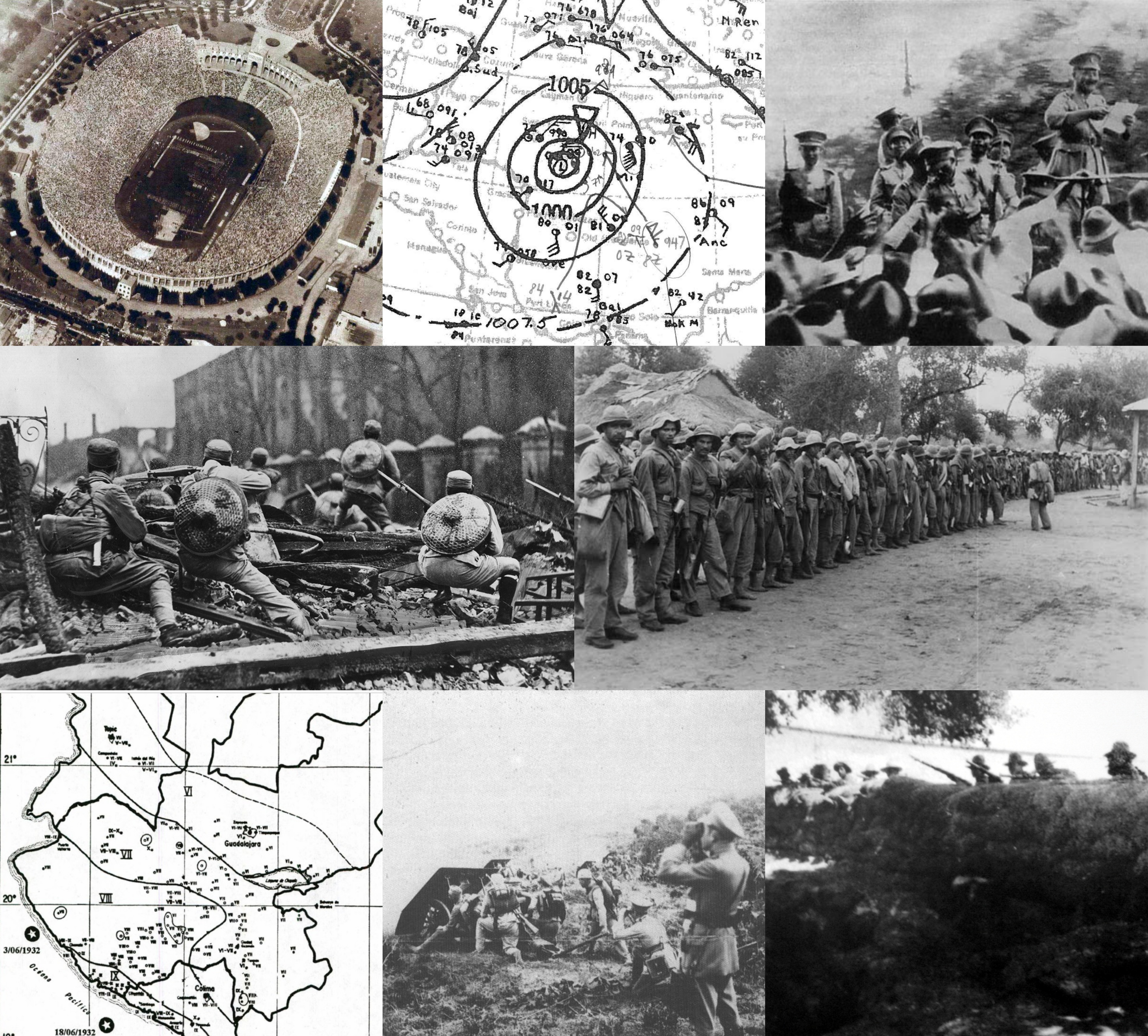

## رویدادها
- ۲۳ سپتامبر – بنیان‌گذاری عربستان سعودی نوین توسط ملک عبدالعزیز بن عبدالرحمن آل سعود
- ۳ اکتبر _ استقلال عراق از بریتانیای کبیر.

## زادروزها
- ۵ ژانویه - اومبرتو اکو، پژوهشگر و نویسندهٔ ایتالیایی
- ۶ فوریه - فرانسوا تروفو، کارگردان فرانسوی
- ۸ فوریه - جان ویلیامز، آهنگساز آمریکایی
- ۱۸ فوریه - میلوش فورمن، کارگردان، بازیگر و فیلم نامه‌نویس چک‌تبار.
- ۲۶ فوریه - جانی کش، خوانندهٔ آمریکایی سبک کانتری
- ۲۷ فوریه - الیزابت تیلور، بازیگر انگلیسی‌تبار
- ۱ آوریل - دبی رینولدز، بازیگر آمریکایی
- ۴ آوریل - آندری تارکوفسکی، کارگردان روسی
- ۱۰ آوریل - عمر شریف، بازیگر مصری
- ۲۵ ژوئن - پیتر بلیک، نقاش انگلیسی و از پیشگامان جنبش هنری پاپ آرت در بریتانیا
- ۱۷ ژوئیه - کینو، کاریکاتوریست آرژانتینی و خالق شخصیت مافالدا.
- ۲ اوت - پیتر اوتول، بازیگر انگلیسی
- ۴ اوت - گیلرمو موردیلو، کاریکاتوریست آرژانتینی
- ۲۰ اوت - واسیلی آکسینوف، نویسندهٔ روس
- ۲۳ اوت – جورج فن متر، دوچرخه‌سوار اهل ایالات متحده آمریکا (د. ۲۰۰۷)
- ۸ سپتامبر - پتسی کلاین، خوانندهٔ آمریکایی
- ۲۸ سپتامبر - ویکتور خارا، شاعر و خوانندهٔ انقلابی شیلیایی
- ۲۷ اکتبر - سیلویا پلات، شاعر، رمان‌نویس و مقاله‌نویس آمریکایی.
- ۲۹ نوامبر - ژاک شیراک، رئیس‌جمهور فرانسه.
- ۳ ژانویه – دابنی کلمن، بازیگر آمریکایی
- ۶ ژانویه – استوارت ای. رایس، شیمی‌دان آمریکایی
- ۱۸ ژانویه – رابرت آنتون ویلسون، نویسنده آمریکایی (د. ۲۰۰۷)
- ۲۲ ژانویه – پایپر لوری، بازیگر آمریکایی
- ۳ فوریه – پگی ان گارنر، بازیگر آمریکایی (د. ۱۹۸۴)
- ۹ فوریه – گرهارد ریختر، نقاش آلمانی
- ۱۸ مارس – جان آپدایک، شاعر و نویسنده آمریکایی (د. ۲۰۰۹)
- ۳۱ مارس – ناگیسا اوشیما، فیلمنامه‌نویس و کارگردان ژاپنی (د. ۲۰۱۳)
- ۱۱ آوریل – جوئل گری، بازیگر آمریکایی
- ۱۴ آوریل – لرتا لین، خواننده-ترانه‌سرا، موسیقی‌دان، و خواننده آمریکایی
- ۲۱ آوریل – الین می، فیلمنامه‌نویس، بازیگر، نویسنده، و کارگردان آمریکایی
- ۴ ژوئن – دونالد هارپر، ورزشکار شیرجه اهل ایالات متحده آمریکا (د. ۲۰۱۷)
- ۱۵ ژوئن – آسنولدو دیونیش، ورزشکار دو و میدانی اهل ونزوئلا (د. ۱۹۹۷)
- ۲۸ ژوئن – پت موریتا، بازیگر آمریکایی (د. ۲۰۰۵)
- ۹ ژوئیه – دونالد رامسفلد، افسر، دیپلمات، و سیاست‌مدار آمریکایی
- ۲۹ ژوئیه – نانسی کسباوم، سیاست‌مدار آمریکایی
- ۳۱ ژوئیه – جان سرل، فیلسوف آمریکایی
- ۳ سپتامبر – آیلین برنان، بازیگر و خواننده آمریکایی (د. ۲۰۱۳)
- ۱۸ سپتامبر – نیکولای روکاویشنیکوف، مهندس، فضانورد، و فیزیک‌دان اهل شوروی (د. ۲۰۰۲)
- ۲۷ سپتامبر – الیور ئی. ویلیامسون، اقتصاددان آمریکایی
- ۲۹ سپتامبر – محمود علی، بازیگر هندی (د. ۲۰۰۴)
- ۳۰ سپتامبر – شینتارو ایشیهارا، ژورنالیست، بازیگر، نویسنده، کاشف، و سیاست‌مدار ژاپنی
- ۱۹ اکتبر – رابرت رید، بازیگر آمریکایی (د. ۱۹۹۲)
- ۱۳ نوامبر – ریچارد مالیگن، بازیگر آمریکایی (د. ۲۰۰۰)
- ۲۰ نوامبر – ریچارد داوسون، مجری تلویزیونی و بازیگر آمریکایی (د. ۲۰۱۲)
- ۲۷ نوامبر – بنینو آکینو، سیاست‌مدار فیلیپینی (د. ۱۹۸۳)
- ۴ دسامبر – روه تای-وو، سیاست‌مدار اهل کره جنوبی
- ۲۳ دسامبر – تئودور بومپا، ورزشکار و استاد دانشگاه اهل رومانی

## مرگ‌ها
- ۱۶ فوریه – فردیناند بویسون، سیاست‌مدار فرانسوی (ز. ۱۸۴۱)
- ۴ آوریل – ویلهلم اوستوالد، شیمی‌دان آلمانی (ز. ۱۸۵۳)
- ۲۰ آوریل – جوزپه پینو، ریاضی‌دان و فیلسوف ایتالیایی (ز. ۱۸۵۸)
- ۲۷ آوریل – هارت کرین، شاعر آمریکایی (ز. ۱۸۹۹)
- ۷ مه – پل دومر، سیاست‌مدار فرانسوی (ز. ۱۸۵۷)
- ۱۵ مه – اینوکای تسویوشی، سیاست‌مدار ژاپنی (ز. ۱۸۵۵)
- ۱۷ اکتبر – لوسی بیکن، نقاش آمریکایی (ز. ۱۸۵۷)
- ۲۸ دسامبر – مالکوم ویتمن، نویسنده و بازیکن تنیس آمریکایی (ز. ۱۸۷۷)